# Febre recurrent
La febre recurrent o febre reincident epidèmica és una malaltia infecciosa que es manifesta com una elevació de la temperatura corporal recurrent. Pot estar provocada per microorganismes del gènere Rickettsia o per espiroquetas del gènere Borrelia, que són transmeses a l'home per les picades de paràsits hematòfags: insectes, tals com a polls, i àcars com a paparres, particularment les del gènere Ornithodoros.

## Infecció

### Febre recurrent epidèmica transmesa per polls
Borrelia recurrentis, un dels microorganismes patògens que el poll humà, Pediculus humanus humanus pot transmetre, és el causant d'una de les formes de febre recurrent. La febre epidèmica recurrent transmesa per polls és més greu que la transmesa per paparres.
Apareix en forma de brots epidèmics en condicions de vida pobres, fam i durant les guerres. La taxa de mortalitat és de l'1 % amb tractament i entre el 30-70 % sense tractament. Els signes de mal pronòstic són icterícia intensa, canvis en l'estat mental, hemorràgies, i un interval QT perllongat en l'electrocardiograma.
Els polls que s'alimenten d'humans infectats adquireixen el patogen, que es multiplica en el seu estómac. Si posteriorment pica a una altra persona, Borrellia pot entrar en el cos de la víctima si aquesta aixafa al poll o es grata la zona en la qual s'està alimentant. B. recurrentis infecta en primer lloc les membranes mucoses i des d'allí envaeix el flux sanguini. L'ésser humà és el seu únic reservori animal.

### Febre recurrent transmesa per paparres
La febre recurrent transmesa per paparres és endèmica en ran part d'Àfrica, en algunes zones d'Àsia, en el sud d'Espanya, en la Península Aràbiga i en algunes zones de Canadà i de l'oest dels Estats Units.
Altres infeccions recurrents són adquirides d'altres espècies de Borrelia, que poden ser dispersades per rosegadors, i serveixen com reservorios de la infecció, a través del vector paparra.
- Borrelia crocidurae - es presenta a Egipte, Mali, Senegal, Tunísia; vectors - Ornithodoros erraticus, Ornithodoros sonrai; reservori animal - musaraña (Crocidura stampflii)
- Borrelia duttoni, transmesa per la paparra tova africana Ornithodoros moubata, és responsable de la febre recurrent que existeix al centre, est i sud d'Àfrica.
- Borrelia hermsii
- Borrelia hispanica
- Borrelia miyamotoi[5]
- Borrelia parkeri
- Borrelia turicatae

Borrelia hermsii i Borrelia recurrentis causen malalties molt similars. No obstant això, en la malaltia associada amb Borrelia hermsii són comunes un o dues recaigudes la qual cosa és també la causa més comuna de la malaltia recurrent als Estats Units. (Tres o quatre recaigudes són comunes en la malaltia causada per B. recurrentis. B. recurrentis posseeix intervals febrils i sense febre més perllongats i un període d'incubació major que Borrelia hermsii.)

## Diagnòstic
Microscopía, PCR (reacció en cadena de la polimerasa), IFA (Indirect immunofluorescent assay) i test d'ELISA.

## Tractament
La majoria de les persones infectades desenvolupen la malaltia en un lapse de 5 a 15 dies després d'haver estat mossegats. Els símptomes poden incloure febre abrupta amb sudoració profusa, calfreds, mal de cap, dolors musculars o de les articulacions i nàusea. Pot presentar-se una erupció. En general aquests símptomes continuen durant 2 a 9 dies i després desapareixen. Aquest cicle pot continuar durant diverses setmanes si la persona no és tractada. La febre recurrent és fàcilment tractada amb un tractament de dues setmanes amb antibiòtics (amb major freqüència tetraciclina, doxiciclina o penicil·lina) i la majoria de les persones presenta una millorança a les 24 hores d'haver començat el tractament. No són comuns les complicacions i mort a causa de febre reincident.
Les espiroquetes muten repetides vegades canviant els seus antígens, de manera que la immunització no resulta eficaç per al tractament de la malaltia i és precisament aquest fenomen el que produeix les recaigudes. Una inadequada assistència mèdica pot resultar en la permanència de espiroquetas vives en el cervell, les quals poden envair de nou el torrent sanguini, sent generalment l'administració d'antibiòtics, la teràpia més efectiva.